# 勿忘草属
勿忘草属，是紫草科的一個属。

## 型態

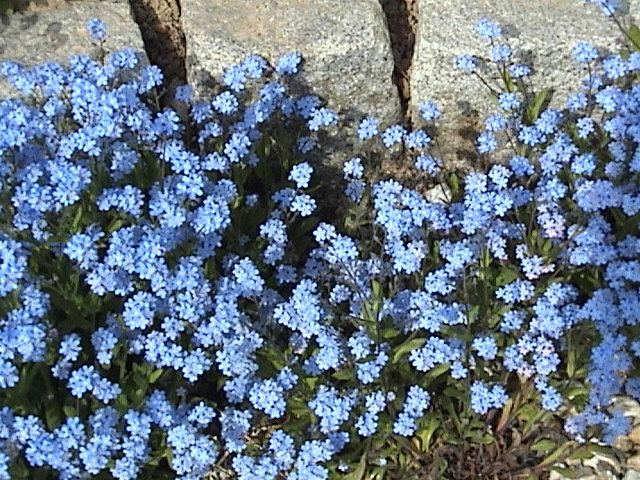
森林勿忘草 Myosotis sylvatica

勿忘草属植物差異雖大，它們仍然有相當多的共同特色。春季時，勿忘我會開出花瓣平展並有裂片五枚而且直徑小於一厘米的小型藍色花卉，同時亦經常發生白色花或粉紅色花的顏色變異。勿忘我在花園中非常受到歡迎，經常混合其他顏色的花卉一起栽培。同時，該属喜陽耐蔭，并應避免直射陽光。
種子在小堅果內，非常細小。成熟後種子容易脫落，能自播繁殖。只需要把一張紙放在莖下並且搖動，堅果和種子便會脫落。
勿忘我是很多鱗翅目幼蟲（包括八字地老虎在內）的食物。

## 物种
大中华地区分布有以下几种：
- 田野勿忘草
- 勿忘草
- 承德勿忘草
- 湿地勿忘草
- 细根勿忘草
- 稀花勿忘草
- 乌蒙勿忘草

此外，森林勿忘草、沼泽勿忘草、高山勿忘草、大花勿忘草、阔叶勿忘草是常见的观赏植物。

## 流行與文化

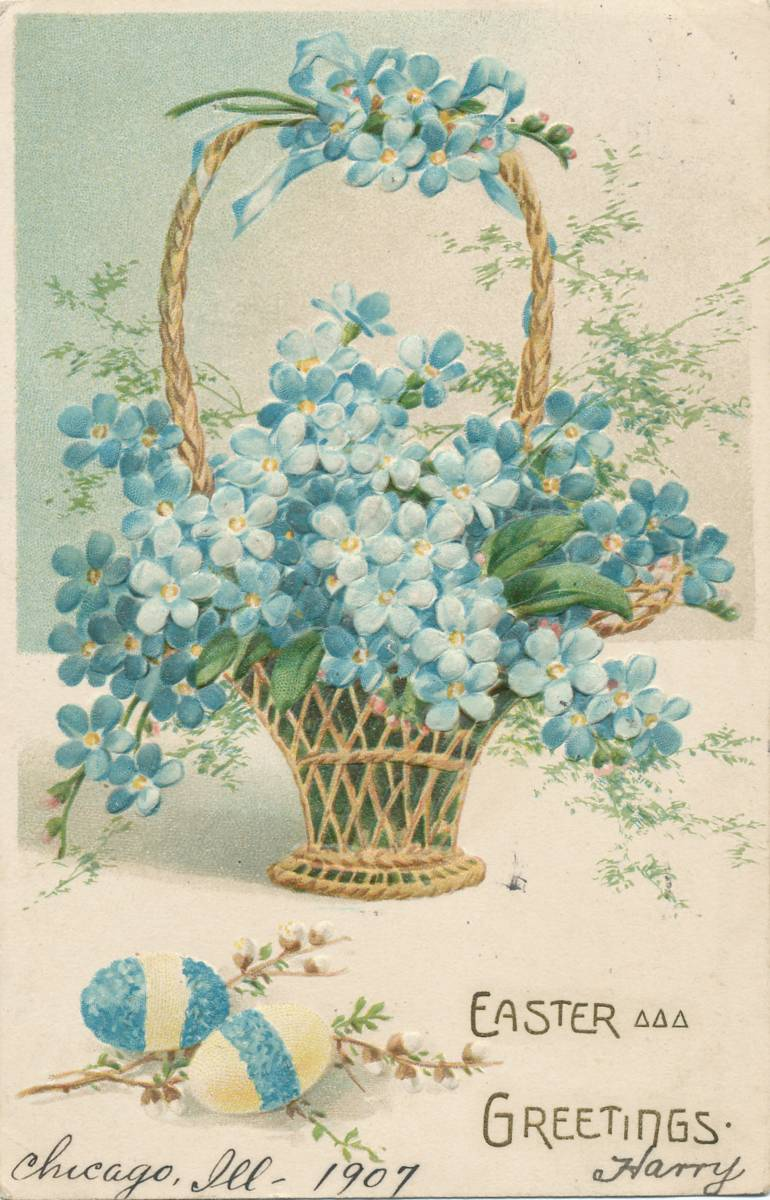
1907年的明信片

- 迪斯科音樂《Forget Me Nots》，由Patrice Rushen所作。歌詞中有「送你勿忘我，讓你記住我」。
- 新澤西搖滾樂隊Saves the Day在 《Through Being Cool》 專輯中有一首歌名為《Holly Hox, Forget Me Nots》。
- 德國樂隊 Eisbrecher 也寫了一首歌並命名為《勿忘我》。
- 日本視覺系樂隊ナイトメア亦有一曲《勿忘草》 (另有一版本為《勿忘草～Kの葬列～》)
- 在《宛如微風》的歌詞中便有「我只要你買我一束幸福勿忘我」。
- 在1948年，小藍勿忘我花和徽章[1]，被麥遜共濟會在第一屆德國聯合共濟，元組共濟會所采用。 [2]作為麥遜共濟會會員，特別是在納粹時期，統一在衣領戴上花或徽章。 [2][3]
- 德語版《無痛失戀》名為《勿忘我！》。
- 於1872年在雪城大學創建的第四希臘字母婦女聯誼會便使用勿忘我為其標誌。
- 另外於1925年在賓夕法尼亞州伊斯頓的拉法葉學院的Alpha Phi Omega National Service Fraternity也使用勿忘我為其標誌。
- 同時加拿大老年痴呆症協會亦使用勿忘我為其標誌。
- 《王國之心 II》中，莎莉在萬聖節鬼鎮把勿忘我花束送給索拉、唐老鴨、高飛、積克作為記念。在Game Boy Advance的續集中記憶連鎖博士Finkelstein創造了一种喚醒真實記憶藥，勿忘我便是其中的關鍵物品。
- 在兒童電視節目《花童菲菲》中菲菲便是一個擬人勿忘我。
- 《史上最強弟子兼一》中，櫛灘千影的園藝花，並在其潜意識中佔有很大席位。
- 電視動畫《未聞花名》中象徵前世溺死的女童面麻的花，也是標題所在的花名。
- 1984亞視劇集《勿忘我》。
- 2013由台灣雷亞公司發布的音樂節奏遊戲《deemo》中劇情全部破完後，便可解鎖的曲子中其中一首便是「myosotis」，具有十分強烈的意義。
- 2019由日本歌手 ReoNa 演唱的刀劍神域 Alicization篇第二篇片尾曲《forget-me-not》。

## 悼念

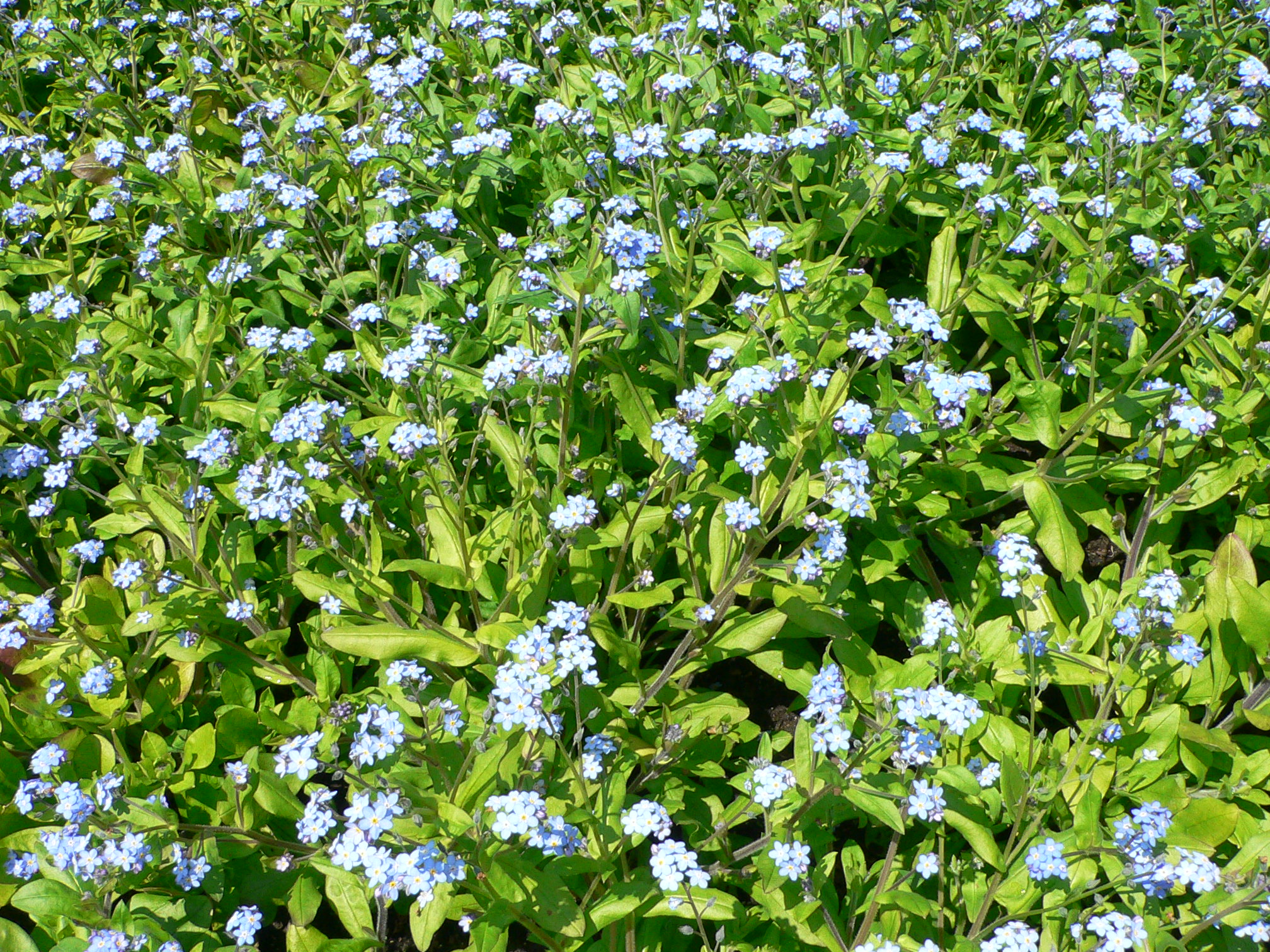

為了悼念1916年7月1日皇家紐芬蘭兵團在第一次世界大戰中索姆河戰役大量犧牲的紐芬蘭戰士，紐芬蘭人每年7月1日都會佩戴勿忘我以茲悼念。

## 花語
真實的愛，不要忘記我。